# Governo reale d'unità nazionale di Kampuchea
Il Governo Reale d'Unità Nazionale di Kampuchea abbreviato in GRUNK (francese: Gouvernement royal d'union nationale du Kampuchéa) in (khmer :រាជរដ្ឋាភិបាលរួបរួមជាតិកម្ពុជា), fu un governo in esilio cambogiano, con sede a Pechino, che esistette tra il 1970 ed il 1976. Ufficialmente, fu per un breve periodo al controllo della Cambogia tra il 1975 ed il 1976 quando fu rimpiazzato dalla Kampuchea Democratica.
il GRUNK era basato su una coalizione: dal FUNK, acronimo per Fronte Unito Nazionale di Kampuchea, che era composto da sostenitori del capo di Stato esiliato Norodom Sihanouk e dal Partito Comunista di Kampuchea, i cui sostenitori erano noti come Khmer rossi. Il GRUNK era stato formato con l'assistenza cinese.